# Cizos
Cizos est une commune française située dans le  département des Hautes-Pyrénées, en région Occitanie.

## Géographie

### Localisation
La commune de Cizos se trouve dans le nord-est du département des Hautes-Pyrénées, en région Occitanie.
Sur le plan historique et culturel, Cizos fait partie de la région gasconne de Magnoac, située sur le plateau de Lannemezan, qui reprend une partie de l’ancien Nébouzan, qui possédait plusieurs enclaves au cœur de la province de Comminges et a évolué dans ses frontières jusqu’à plus ou moins disparaitre.
Cizos se trouve à 18 km à vol d'oiseau au nord-est de Lannemezan, 33 km à l'est de Tarbes et 68 km de Pau, 20 km au sud de Masseube et 45 km  d'Auch, 85 km au sud-ouest de Toulouse, 39 km à l'ouest de Saint-Gaudens, 53 km au nord de Bagnères-de-Luchon et 49 km de la frontière entre l'Espagne et la France.
Elle se trouve dans la zone d'emploi de Tarbes - Lourdes et dans le bassin de vie de Masseube.

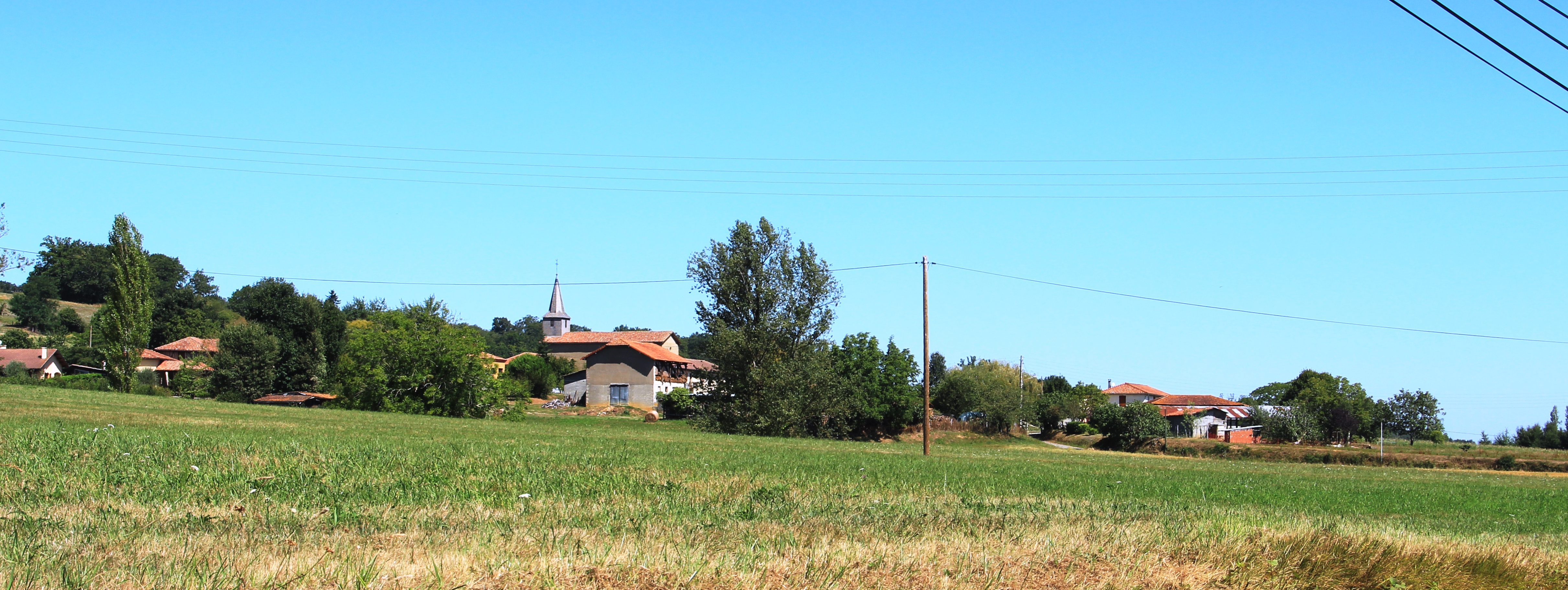
Vue générale

### Communes limitrophes
Les communes les plus proches sont : 
Organ (1,7 km), Caubous (2,1 km), Monléon-Magnoac (2,5 km), Barthe (3,0 km), Laran (3,0 km), Betpouy (3,0 km), Vieuzos (3,3 km), Gaussan (3,4 km).
|         | Organ   | Castelnau-Magnoac |
| Betpouy | Cizos   | Aries-Espénan     |
| Vieuzos | Caubous | Monléon-Magnoac   |

### Géologie et relief
La superficie de la commune est de 7,61 km2 ; son altitude varie de 301  à   462 mètres.

### Hydrographie

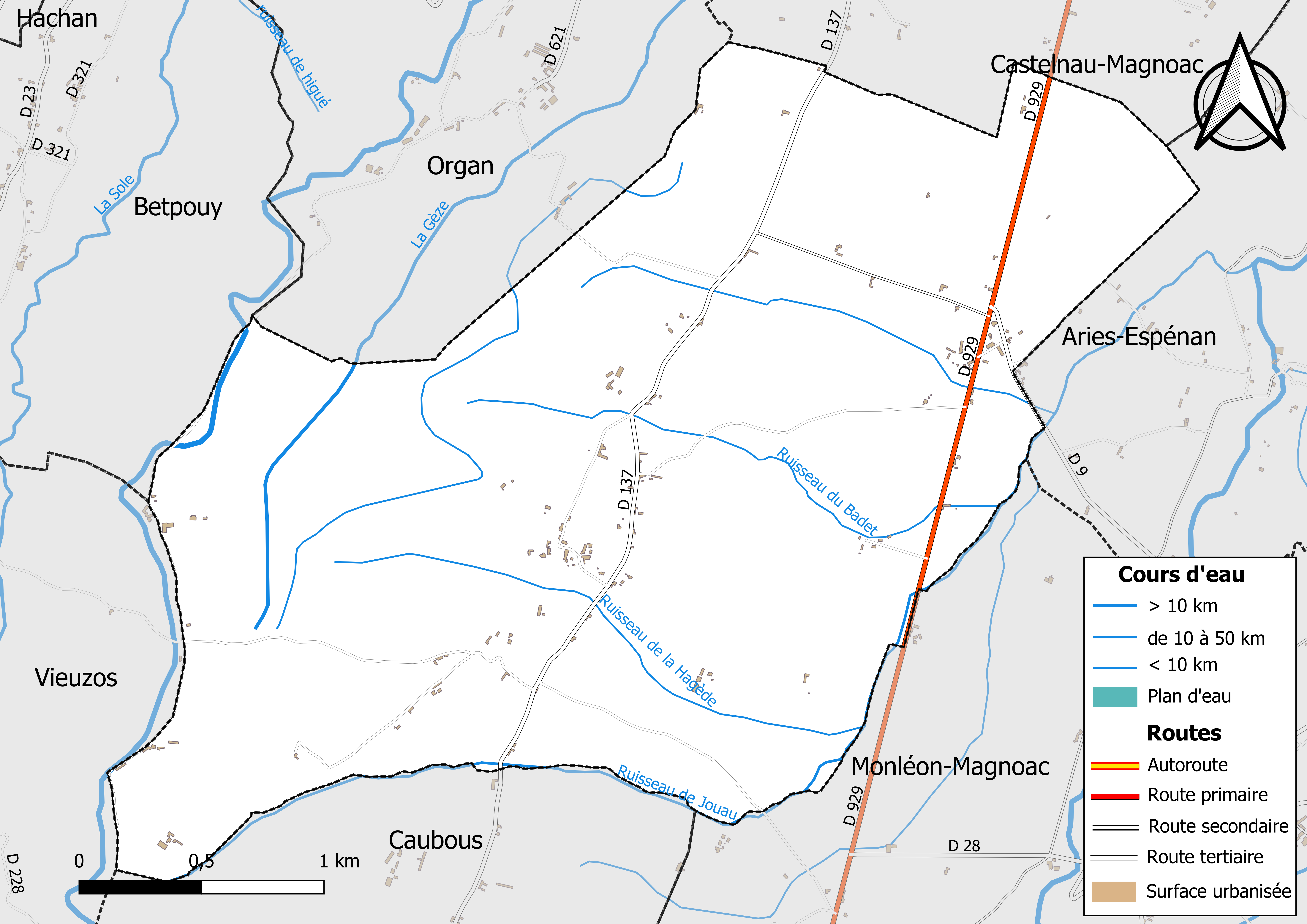
Carte hydrographique de la commune.

La commune est dans le bassin versant de la Garonne, au sein du bassin hydrographique Adour-Garonne.
Elle est drainée par la Gèze, le ruisseau de Jouau, le ruisseau de la Hagède le ruisseau du Badet et par divers petits cours d'eau, constituant un réseau hydrographique de 13 km de longueur totale,.

### Climat
Le climat qui caractérise la commune est qualifié, en 2010, de « climat océanique altéré », selon la typologie des climats de la France qui compte alors huit grands types de climats en métropole. En 2020, la commune ressort du même type de climat dans la classification établie par Météo-France, qui ne compte désormais, en première approche, que cinq grands types de climats en métropole. Il s’agit d’une zone de transition entre le climat océanique et les climats de montagne et le climat semi-continental. Les écarts de température entre hiver et été augmentent avec l'éloignement de la mer. La pluviométrie est plus faible qu'en bord de mer, sauf aux abords des reliefs.
Les paramètres climatiques qui ont permis d’établir la typologie de 2010 comportent six variables pour les températures et huit pour les précipitations, dont les valeurs correspondent à la normale 1971-2000. Les sept principales variables caractérisant la commune sont présentées dans l'encadré ci-après.
| Paramètres climatiques communaux sur la période 1971-2000 - Moyenne annuelle de température : 12,4 °C - Nombre de jours avec une température inférieure à −5 °C : 2,7 j - Nombre de jours avec une température supérieure à 30 °C : 5,7 j - Amplitude thermique annuelle : 14,6 °C - Cumuls annuels de précipitation : 939 mm - Nombre de jours de précipitation en janvier : 9,7 j - Nombre de jours de précipitation en juillet : 6,9 j |

Avec le changement climatique, ces variables ont évolué. Une étude réalisée en 2014 par la Direction générale de l'Énergie et du Climat complétée par des études régionales prévoit en effet que la  température moyenne devrait croître et la pluviométrie moyenne baisser, avec toutefois de fortes variations régionales. Ces changements peuvent être constatés sur la station météorologique de Météo-France la plus proche, « Gavarnie », sur la commune de Gaussan, mise en service en 1992 et qui se trouve à 3 km à vol d'oiseau,, où la température moyenne annuelle est de 7,6 °C et la hauteur de précipitations de 1 466,6 mm pour la période 1981-2010.
Sur la station météorologique historique la plus proche, « Tarbes-Lourdes-Pyrénées », sur la commune d'Ossun, mise en service en 1946 et à 43 km, la température moyenne annuelle évolue de 12,2 °C pour la période 1971-2000, à 12,6 °C pour 1981-2010, puis à 12,9 °C pour 1991-2020.

### Milieux naturels et biodiversité
Aucun espace naturel présentant un intérêt patrimonial n'est recensé en 2021 sur la commune dans l'inventaire national du patrimoine naturel,,.

## Urbanisme

### Typologie
Au 1er janvier 2024, Cizos est catégorisée commune rurale à habitat très dispersé, selon la nouvelle grille communale de densité à sept niveaux définie par l'Insee en 2022.
Elle est située hors unité urbaine et hors attraction des villes,.

### Occupation des sols

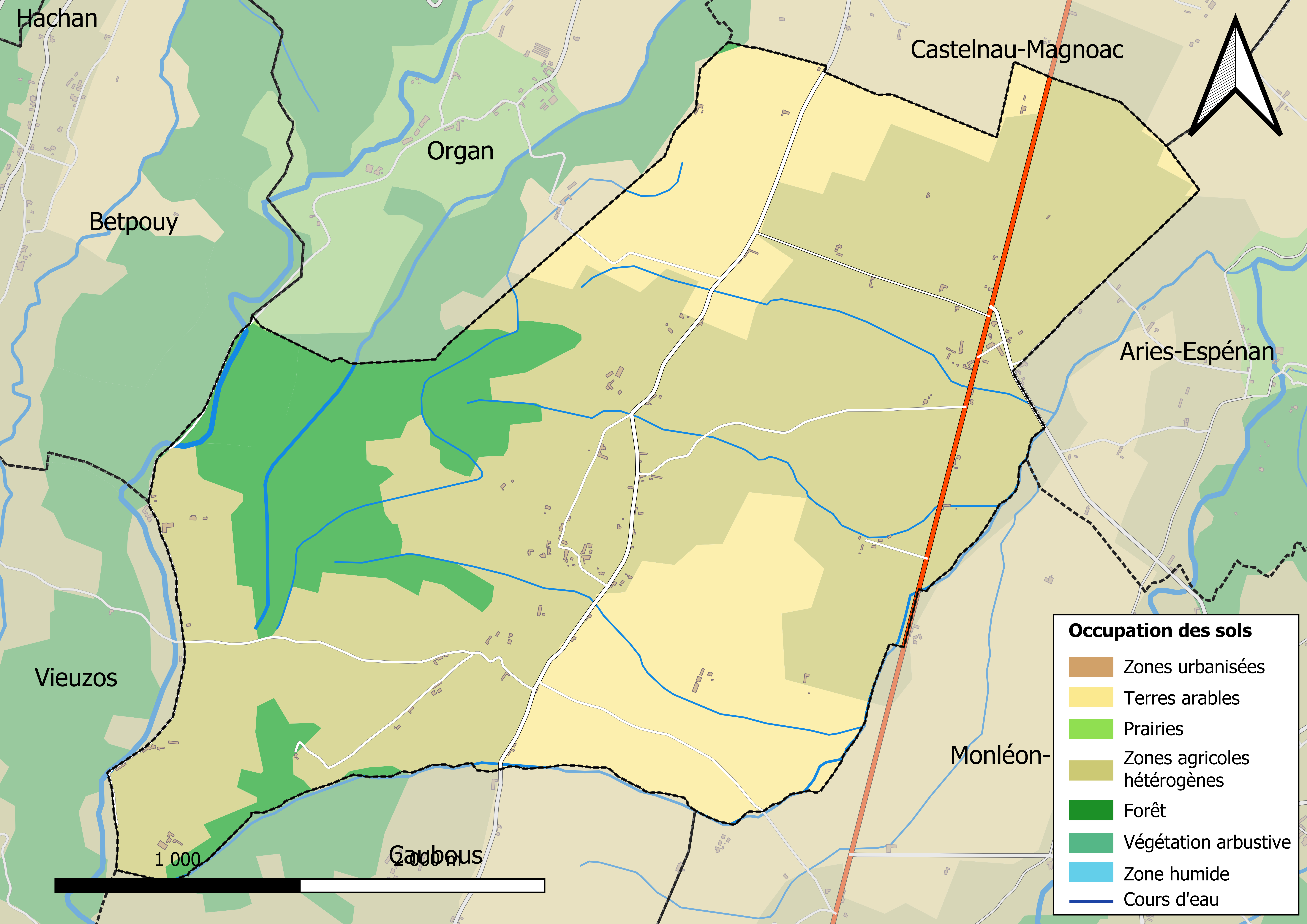
Carte des infrastructures et de l'occupation des sols en 2018 (CLC) de la commune.

L'occupation des sols de la commune, telle qu'elle ressort de la base de données européenne d’occupation biophysique des sols Corine Land Cover (CLC), est marquée par l'importance des territoires agricoles (86,6 % en 2018), une proportion identique à celle de 1990 (86,6 %). La répartition détaillée en 2018 est la suivante : 
zones agricoles hétérogènes (62,6 %), terres arables (23,9 %), forêts (13,4 %).
L'IGN met par ailleurs à disposition un outil en ligne permettant de comparer l’évolution dans le temps de l’occupation des sols de la commune (ou de territoires à des échelles différentes). Plusieurs époques sont accessibles sous forme de cartes ou photos aériennes : la carte de Cassini (XVIIIe siècle), la carte d'état-major (1820-1866) et la période actuelle (1950 à aujourd'hui).

### Lieux-dits, hameaux et écarts

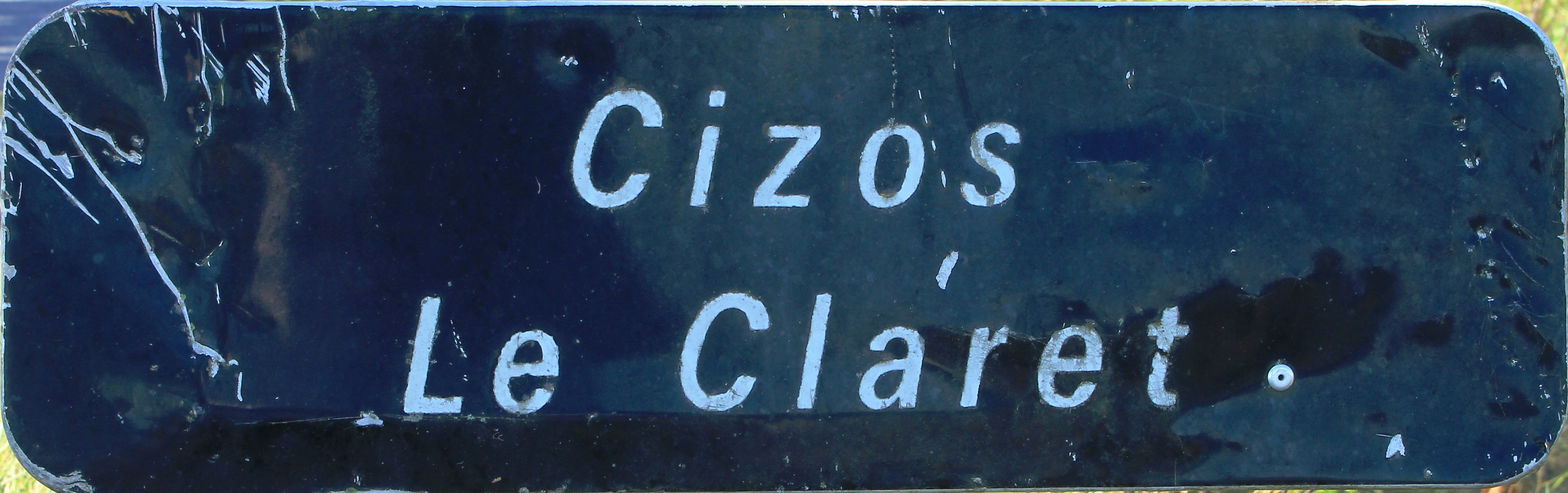
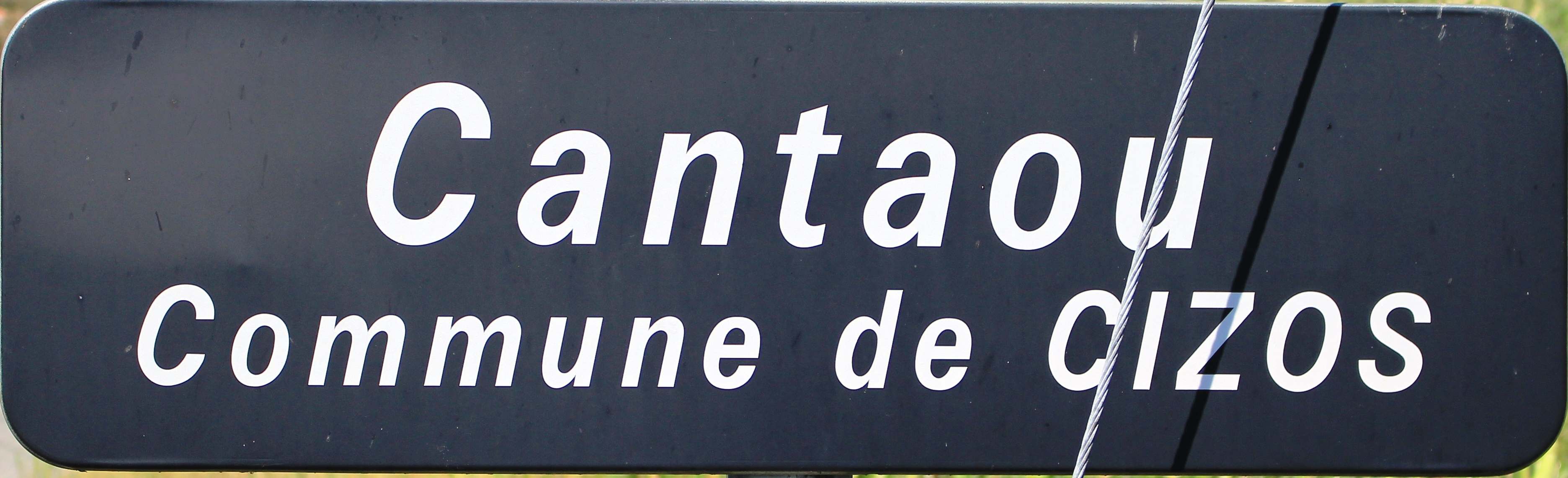
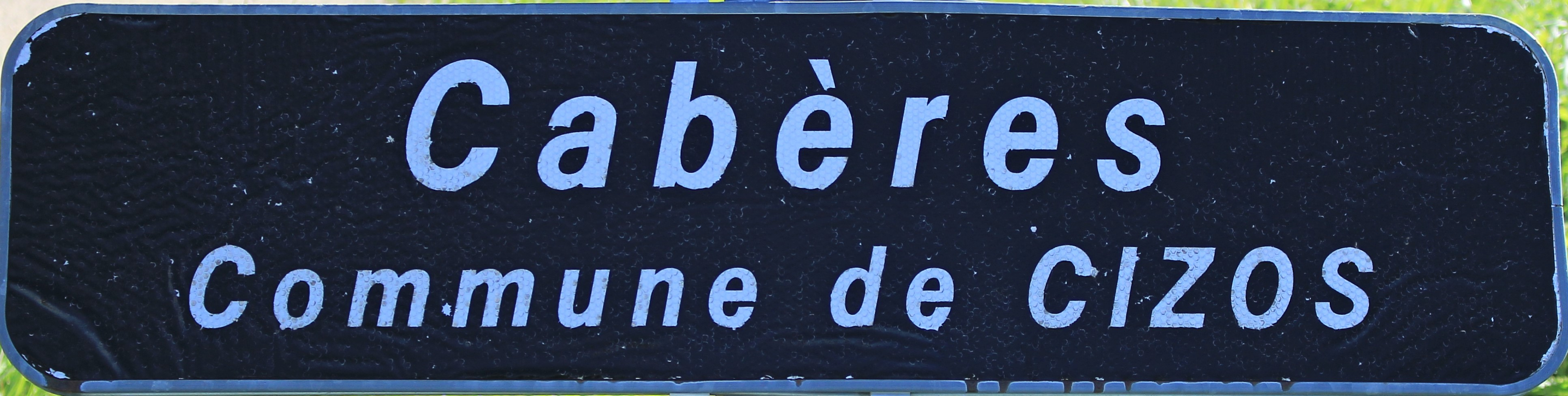

### Habitat et logement
En 2021, le nombre total de logements dans la commune était de 84, alors qu'il était de 83 en 2016 et de 76 en 2011.
Parmi ces logements, 85,7 % étaient des résidences principales, 11,9 % des résidences secondaires et 2,4 % des logements vacants. Ces logements étaient pour 84,3 % d'entre eux des maisons individuelles et pour 13,3 % des appartements.
Le tableau ci-dessous présente la typologie des logements à Cizos en 2021 en comparaison avec celle des Hautes-Pyrénées et de la France entière. Une caractéristique marquante du parc de logements est ainsi une proportion de résidences secondaires et logements occasionnels (11,9 %) inférieure à celle du département (23,3 %) mais supérieure à celle de la France entière (9,7 %).
| Typologie                                               | Cizos | Hautes-Pyrénées | France entière |
| ------------------------------------------------------- | ----- | --------------- | -------------- |
| Résidences principales (en %)                           | 85,7  | 67,5            | 82,2           |
| Résidences secondaires et logements occasionnels (en %) | 11,9  | 23,3            | 9,7            |
| Logements vacants (en %)                                | 2,4   | 9,3             | 8,1            |

### Voies de communication et transports
Cizos est desservie par l'ancienne route nationale 129 (actuelle RD 929) et par la RD 9.

## Toponymie
On trouvera les principales informations dans le Dictionnaire toponymique des communes des Hautes Pyrénées de Michel Grosclaude et Jean-François Le Nail qui rapporte les dénominations historiques du village :
Dénominations historiques :
- de Cizossio, latin (1383-1384, procuration Auch ; 1405, décime d'Auch ; XVe siècle, Taxes Auch) ;
- Sizos, (XVe siècle, Taxes Auch) ;
- Sizos, (1790, Département 2) ;
- Cizos, (fin XVIIIe siècle, carte de Cassini).

Étymologie : du nom de personnage latin (ou latinisé) Cisius et suffixe aquitain ossum (> òs) : domaine de Cisius.
Nom occitan : Cidòs.

## Histoire
Sous l'Ancien Régime, la localité relevait de la Sénéchaussée de Toulouse, du pays des Quatre-Vallées, dans la vallée de Magnoac.

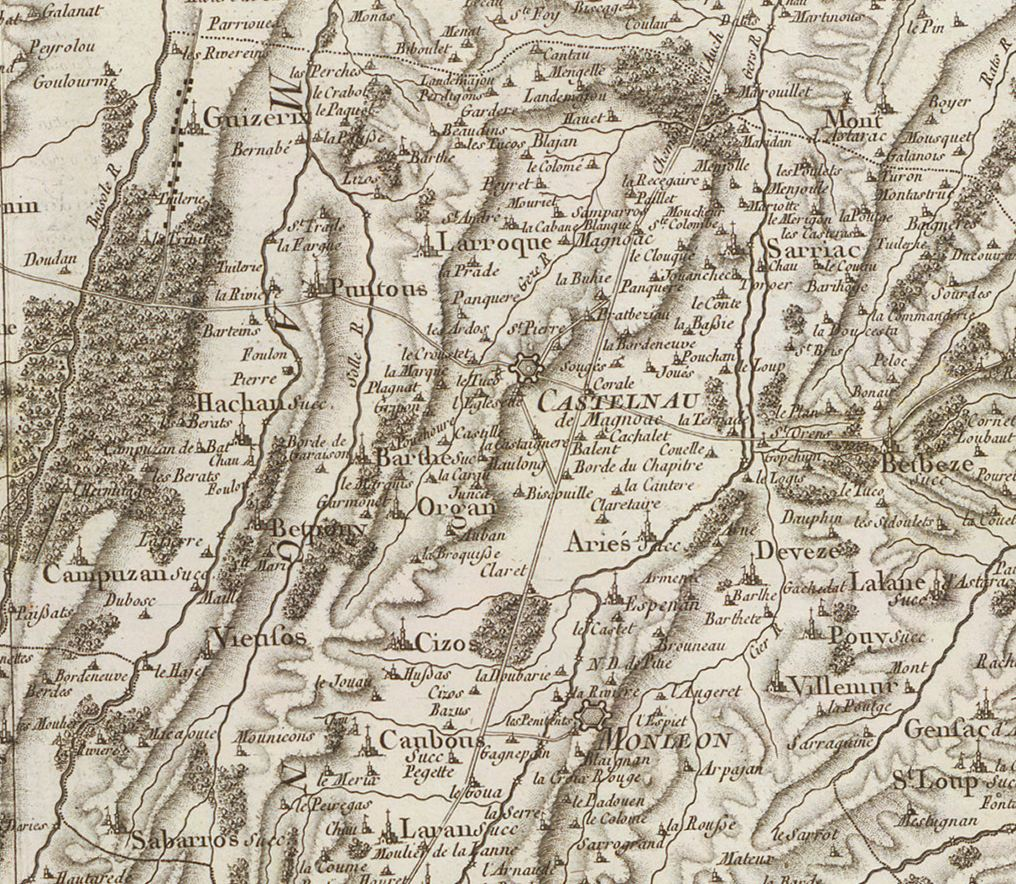
Extrait de la carte de Cassini (entre 1756 et 1789) situant Cizos au sud de Castelnau-Magnoac

## Politique et administration

### Rattachements administratifs et électoraux

#### Rattachements administratifs
La commune se trouve depuis 1926 dans l'arrondissement de Tarbes du département des Hautes-Pyrénées.
Elle faisait partie depuis 1793 du canton de Castelnau-Magnoac. Dans le cadre du redécoupage cantonal de 2014 en France, cette circonscription administrative territoriale a disparu, et le canton n'est plus qu'une circonscription électorale.

#### Rattachements électoraux
Pour les élections départementales, la commune fait partie depuis 2014 du canton des Coteaux.
Pour l'élection des députés, elle fait partie de la première circonscription des Hautes-Pyrénées.

### Intercommunalité
Cizos était membre de la petite communauté de communes du Magnoac, un établissement public de coopération intercommunale (EPCI) à fiscalité propre créé en 2004 et auquel la commune avait transféré un certain nombre de ses compétences, dans les conditions déterminées par le code général des collectivités territoriales.
Dans le cadre des dispositions de la loi portant nouvelle organisation territoriale de la République du 7 août 2015, qui prévoit que les établissements publics de coopération intercommunale (EPCI) à fiscalité propre doivent normalement avoir un minimum de 15 000 habitants, cette intercommunalité a fusionné avec la communauté de communes du Pays de Trie pour former, le 1er janvier 2017, la communauté de communes du Pays de Trie et du Magnoac, dont est désormais membre la commune.

### Liste des maires
| Période                                  | Période                       | Identité         | Étiquette | Qualité                              |
| ---------------------------------------- | ----------------------------- | ---------------- | --------- | ------------------------------------ |
| Les données manquantes sont à compléter. |                               |                  |           |                                      |
|                                          |                               |                  |           |                                      |
| mars 1989                                | novembre 2022                 | Christian Dossat |           | Profession libérale Mort en fonction |
| janvier 2023                             | En cours (au 28 janvier 2024) | Max Castets      |           | Ancien agriculteur exploitant        |

## Équipements et services publics

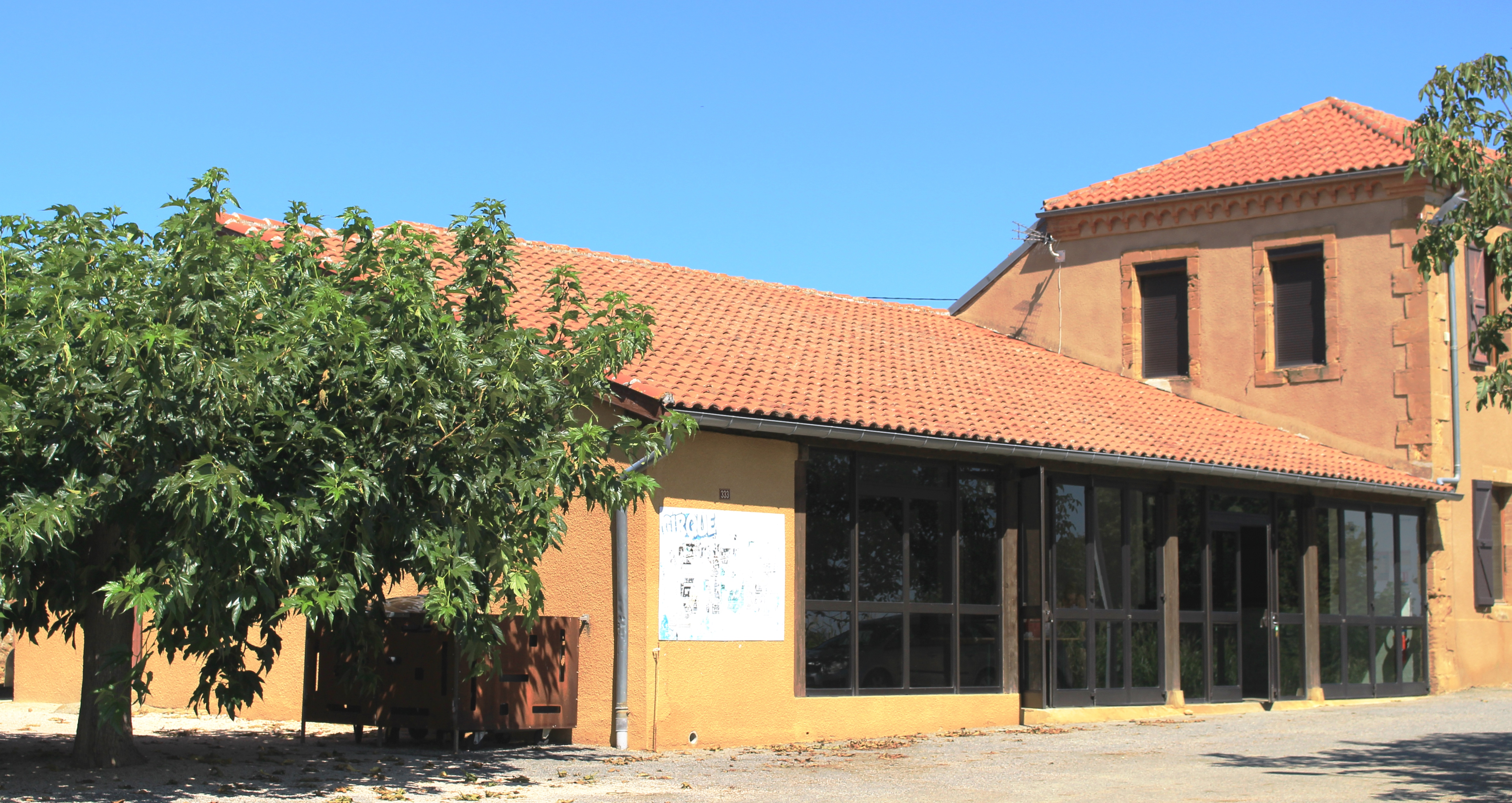
Le foyer rural en 2020

### Enseignement
La commune dépend de l'académie de Toulouse. Elle ne dispose plus d'école en 2016.

## Population et société
Les habitants sont appelés les Cizosais ou  Cizosaises.

### Démographie
L'évolution du nombre d'habitants est connue à travers les recensements de la population effectués dans la commune depuis 1793. Pour les communes de moins de 10 000 habitants, une enquête de recensement portant sur toute la population est réalisée tous les cinq ans, les populations de référence des années intermédiaires étant quant à elles estimées par interpolation ou extrapolation. Pour la commune, le premier recensement exhaustif entrant dans le cadre du nouveau dispositif a été réalisé en 2004.

En 2022, la commune comptait 136 habitants, en évolution de +9,68 % par rapport à 2016 (Hautes-Pyrénées : +1,59 %, France hors Mayotte : +2,11 %).
| 1793 | 1800 | 1806 | 1821 | 1831 | 1836 | 1841 | 1846 | 1851 |
| ---- | ---- | ---- | ---- | ---- | ---- | ---- | ---- | ---- |
| 228  | 350  | 408  | 342  | 354  | 400  | 394  | 420  | 414  |

| 1856 | 1861 | 1866 | 1872 | 1876 | 1881 | 1886 | 1891 | 1896 |
| ---- | ---- | ---- | ---- | ---- | ---- | ---- | ---- | ---- |
| 441  | 324  | 375  | 366  | 345  | 321  | 304  | 294  | 294  |

| 1901 | 1906 | 1911 | 1921 | 1926 | 1931 | 1936 | 1946 | 1954 |
| ---- | ---- | ---- | ---- | ---- | ---- | ---- | ---- | ---- |
| 287  | 273  | 276  | 242  | 234  | 215  | 193  | 183  | 174  |

| 1962 | 1968 | 1975 | 1982 | 1990 | 1999 | 2004 | 2006 | 2009 |
| ---- | ---- | ---- | ---- | ---- | ---- | ---- | ---- | ---- |
| 155  | 129  | 122  | 118  | 129  | 114  | 110  | 108  | 116  |

| 2014 | 2019 | 2022 | - | - | - | - | - | - |
| ---- | ---- | ---- | - | - | - | - | - | - |
| 124  | 133  | 136  | - | - | - | - | - | - |

Cizos est une commune rurale qui a  connu un pic de population de 441 habitants en 1856.

## Économie

### Emploi
|                | 2008  | 2013   | 2018  |
| -------------- | ----- | ------ | ----- |
| Commune        | 6,2 % | 10,1 % | 9,9 % |
| Département    | 7,7 % | 9,4 %  | 9,8 % |
| France entière | 8,3 % | 10 %   | 10 %  |

En 2018, la population âgée de 15 à 64 ans s'élève à 69 personnes, parmi lesquelles on compte 71,8 % d'actifs (62 % ayant un emploi et 9,9 % de chômeurs) et 28,2 % d'inactifs,. En  2018, le taux de chômage communal (au sens du recensement) des 15-64 ans est supérieur à celui du département, mais inférieur à celui de la France, alors qu'il était inférieur à celui du département et de la France en 2008.
La commune est hors attraction des villes,. Elle compte 33 emplois en 2018, contre 38 en 2013 et 24 en 2008. Le nombre d'actifs ayant un emploi résidant dans la commune est de 45, soit un indicateur de concentration d'emploi de 73,7 % et un taux d'activité parmi les 15 ans ou plus de 46,1 %.
Sur ces 45 actifs de 15 ans ou plus ayant un emploi, 9 travaillent dans la commune, soit 20 % des habitants. Pour se rendre au travail, 80,4 % des habitants utilisent un véhicule personnel ou de fonction à quatre roues, 2,2 % s'y rendent en deux-roues, à vélo ou à pied et 17,4 % n'ont pas besoin de transport (travail au domicile).

## Culture locale et patrimoine

### Lieux et monuments
- Église Saint-Germé de Cizos.

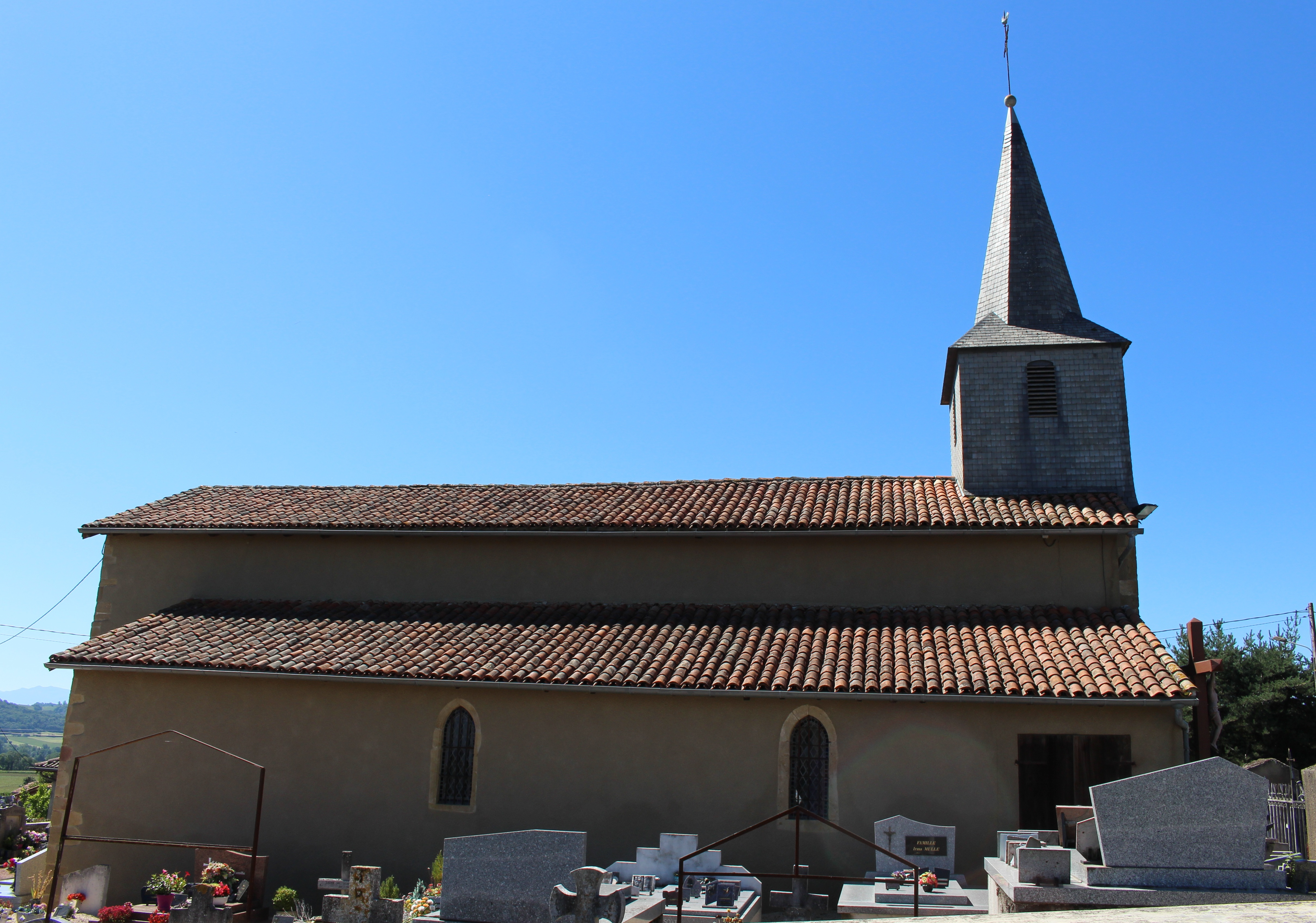
L'église Saint-Germé en 2015.
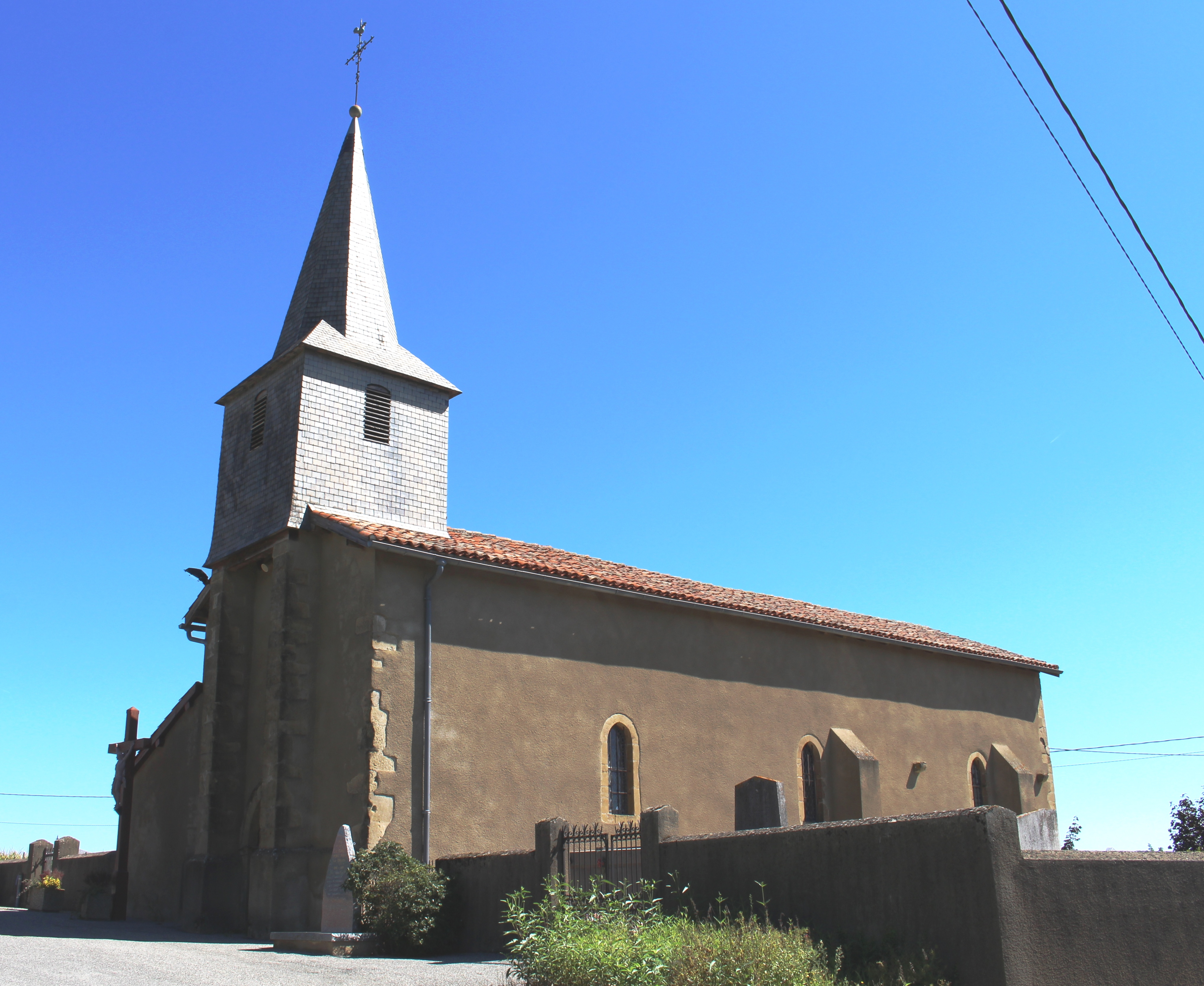
Autre vue de l'église.
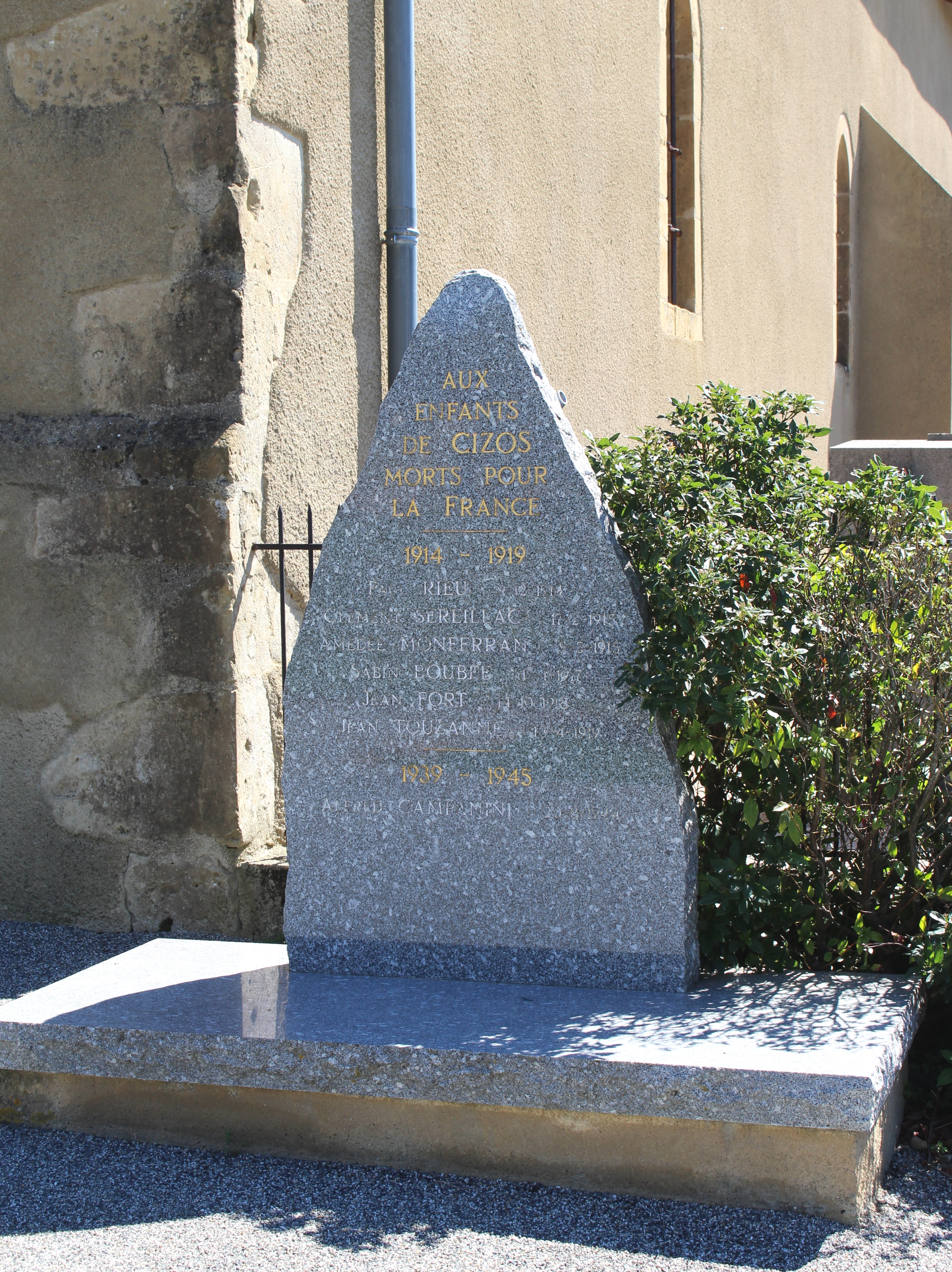
Le monument aux morts.

### Héraldique
| Blason de Cizos | Blason  | De gueules aux neuf billettes d'argent ordonnées en croix, surmontées d'une étoile du même. |
| Blason de Cizos | Détails | Le statut officiel du blason reste à déterminer.                                            |

## Pour approfondir